# Deejay on the Road
Deejay on the Road è una trasmissione radiofonica in onda su Radio Deejay ideata e condotta da Frank. La prima stagione è andata in onda dal 26 dicembre 2013 al 6 gennaio 2014 alle 20, mentre la seconda è partita il 28 dicembre 2014 terminando il 6 gennaio 2015 ed è andata in onda alle 22. È tornata in onda dopo quattro anni dall'ultima edizione il 8 gennaio 2019 a mezzanotte con cadenza quotidiana. La regia è stata di Maurizio Rossato nelle prime stagioni, curata poi in seguito da DJ Aladyn.

## La trasmissione
La trasmissione, nata da un'idea del conduttore Frank dopo aver intrapreso in Cammino di Santiago nell'estate 2013, è basata sulle interviste ai personaggi noti che intervengono come ospiti, raccontando il viaggio più significativo della loro vita. Il programma, della durata di trenta minuti, è arricchito da una playlist che si differenzia dalla classica programmazione di Radio Deejay, composta da brani scelti appositamente dagli ospiti.
Tra gli ospiti che hanno raccontato i loro viaggi, Filippa Lagerbäck, Erri De Luca, Nicolai Lilin, Max Gazzè, Folco Terzani, Vauro, Franco Battiato e Luca Parmitano, Stefano Bollani, Alex Bellini, Camilla Raznovic, Beppe Severgnini, Federico Buffa e Alberto Angela.
A dicembre 2015 è nata un'omonima web radio disponibile sull'app di Radio Deejay.
Da marzo 2017 la trasmissione riprende, con un appuntamento settimanale, in diretta Facebook sulla pagina di Radio Deejay.
Da gennaio 2019 la trasmissione torna in onda per un'ora da domenica e giovedì a mezzanotte su Radio Deejay, mentre dal settembre 2020 è stato trasmesso la domenica sera, per due ore, a partire dalle 22.
Dopo un paio di stagioni di pausa, la trasmissione torna in onda nella collocazione domenicale da settembre 2023.